# Prinsesse Margrethe Ø

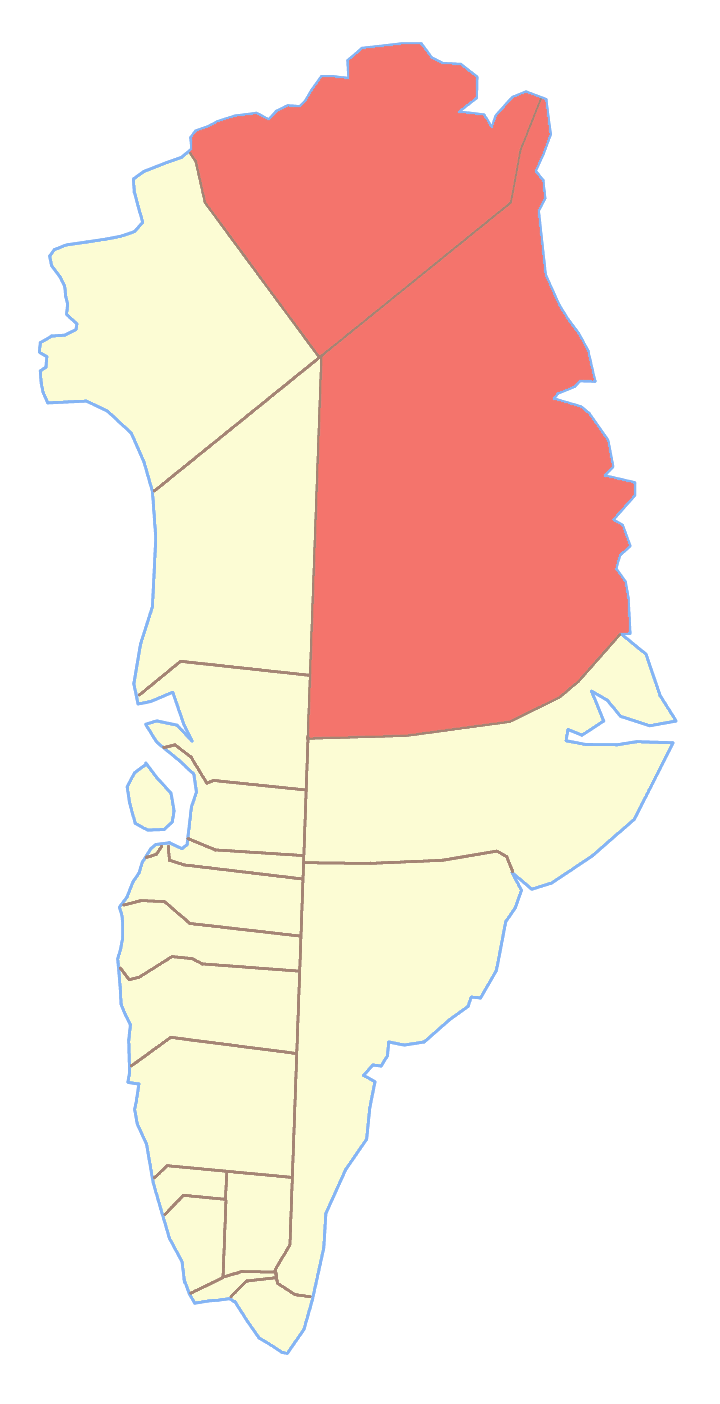
Parco nazionale della Groenlandia nordorientale, dove si trova Prinsesse Margrethe Ø

Prinsesse Margrethe Ø è un'isola disabitata della Groenlandia.
Prima della riforma del 2008 faceva parte della contea della Groenlandia Settentrionale.
È situata nel Parco nazionale della Groenlandia nordorientale, fuori da qualsiasi comune.